# Kopoky
Kopoky is een plaats en commune in het zuiden van Madagaskar, behorend tot het district Beloha, dat gelegen is in de regio Androy. Tijdens een volkstelling in 2001 telde de plaats 14.553 inwoners.
De plaats biedt alleen lager onderwijs aan. 65% van de bevolking werkt als landbouwer en 34% houdt zich bezig met veeteelt. Het belangrijkste landbouwproduct is maniok; andere belangrijke producten zijn mais en cowpeas. Verder is 1% actief in de dienstensector.